# Peepshow (Siouxsie and the Banshees)
| Recensione    | Giudizio    |
| ------------- | ----------- |
| AllMusic      | [ 1 ]       |
| Q             |             |
| Spin          | molto buono |
| Record Mirror |             |

Peepshow è il nono album in studio del gruppo musicale inglese Siouxsie and the Banshees, pubblicato il 5 settembre 1988.
L'album fu un successo commerciale, raggiungendo la posizione n° 20 delle classifiche britanniche e la n° 68 di quella americana nella settimana del 3 dicembre.

## Il disco
È stato il primo disco registrato come quintetto; con l'arrivo del polistrumentista Martin McCarrick, il gruppo ha registrato un album poliedrico con una varietà di influenze.
I singoli estratti furono Peek-a-Boo (pubblicato il 18 luglio 1988, raggiunse la posizione n. 16 delle classifiche), The Killing Jar (pubblicato il 23 settembre 1988, posizione n. 41) e The Last Beat of My Heart (pubblicato il 21 novembre 1988, posizione n. 44).
Peepshow è stato ampiamente acclamato dalla critica. Lodi incentrate sull'imprevedibilità delle orchestrazioni e le nuove sfumature della voce di Siouxsie. L'album è stato ristampato e rimasterizzato con tracce bonus nell'ottobre 2014.

### Accoglienza
In seguito, i Bloc Party hanno elogiato Peek-a-Boo. Il loro cantante Kele Okereke ha dichiarato: "Suonava come nient'altro su questo pianeta. Questa è solo una canzone pop che hanno tirato fuori nel bel mezzo della loro carriera che nessuno conosce, ma a me sembrava la più attuale bensì il più avveniristico pezzo di musica per chitarra-pop che abbia sentito". Più tardi, i DeVotchKa hanno fatto una cover di The Last Beat of My Heart, su suggerimento del cantante degli Arcade Fire Win Butler. I Decemberists anche elencato The Last Beat of My Heart come uno delle loro canzoni preferite di Siouxsie and the Banshees.

## Tracce
Testi di Sioux, musiche di Siouxsie and the Banshees, eccetto ove indicato.
1. Peek-a-Boo - 3:10
2. The Killing Jar - 4:04 (testo: Severin)
3. Scarecrow - 5:06 (testo: Severin)
4. Carousel - 4:25
5. Burn-Up - 4:32
6. Ornaments of Gold - 3:49
7. Turn to Stone - 4:05 (testo: Severin)
8. Rawhead and Bloodybones - 2:29
9. The Last Beat of My Heart - 4:29 (testo: Severin, Sioux)
10. Rhapsody - 6:24 (testo: Severin)

Tracce bonus rimasterizzazione 2014
1. El Dia de los Muertos (Espiritu Mix)  - 5:36
2. The Killing Jar (Lepidopteristic Mix) - 8:05
3. The Last Beat of My Heart (live a Lollapalooza 28 agosto 1991) - 5:32

## Curiosità
- Peek-a-Boo è stato il primo singolo di Siouxsie and the Banshees ad entrare nella Hot 100 statunitense, raggiungendo la posizione n. 53. La canzone è stata registrata e poi riprodotta al contrario, dando così origine al particolarissimo suono che la caratterizza: ai concerti, la band dovette imparare a suonarla al contrario. In realtà si tratta di una sezione di Hong Kong Garden riprodotta al contrario , come la stessa Siouxsie Sioux svelerà nelle interviste dell'epoca.
- L'ispirazione per la canzone Rhapsody è stata la vicenda umana del compositore sovietico Dmitrij Šostakovič, vittima del regime staliniano.

## Formazione
- Siouxsie Sioux - voce
- Jon Klein - chitarra
- Steven Severin - basso
- Martin McCarrick - violoncello, tastiere, fisarmonica
- Budgie - batteria, percussioni, armonica a bocca

### Produzione
- Mike Hedges - ingegneria del suono
- Angie Newman - assistente ingegneria
- Curtis Schwartz - assistente ingegneria
- Jonathan Dee - assistente ingegneria
- Stuart Brown - assistente ingegneria
- Yardov Ail - assistente ingegneria

## Classifiche
| Classifica (1988) | Posizione massima |
| ----------------- | ----------------- |
| Germania Ovest    | 64                |
| Regno Unito       | 20                |
| Stati Uniti       | 68                |